# 京畿道厅北部厅舍站
京畿道廳北部廳舍站（：／ Gyeonggi-docheong-bukbu-cheongsa yeok */?）是議政府輕軌沿線的一座高架車站，位於韓國京畿道議政府市新谷洞。

## 車站構造
站體為2面2線側式月台的高架車站，候車月台設有月台幕門。

### 月台配置
| 塞末 ↑ |
| \| 上  |
| ↓ 孝子 |

| 月台 | 路線          | 目的地                                   |
| ---- | ------------- | ---------------------------------------- |
| 上行 | ●議政府輕電鐵 | 議政府中央、輕電鐵議政府、回龍、鉢谷方向 |
| 下行 | ●議政府輕電鐵 | 魚龍、塔石、複合文化融合園區方向         |

## 歷史
- 2012年7月1日：落成啟用。

## 車站周邊
- 京畿道政府北部廳舍
- 京畿道北部警察廳
- 議政府資訊圖書館
- Home plus（朝鲜语：홈플러스）議政府店

## 圖片

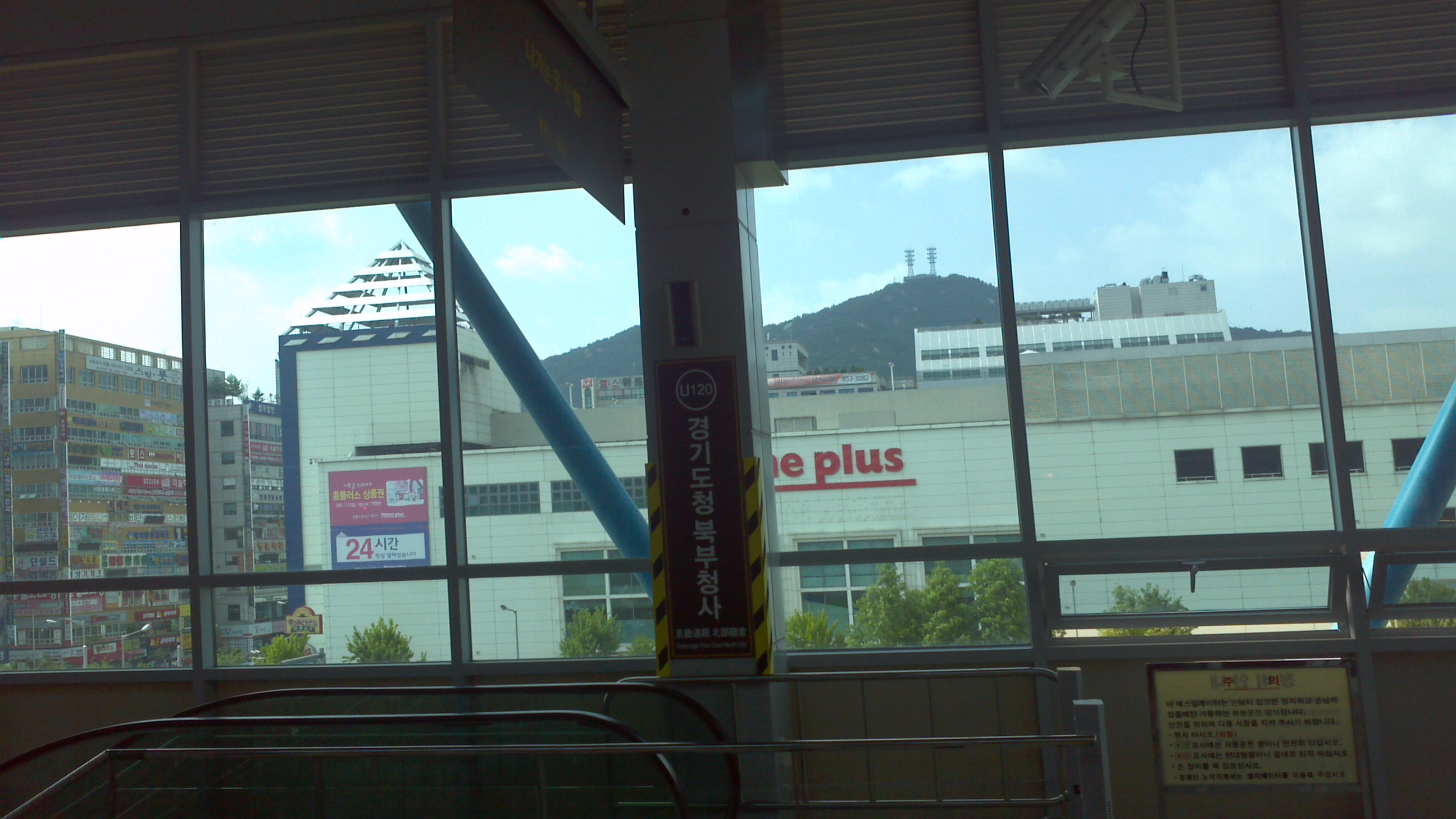
站名牌
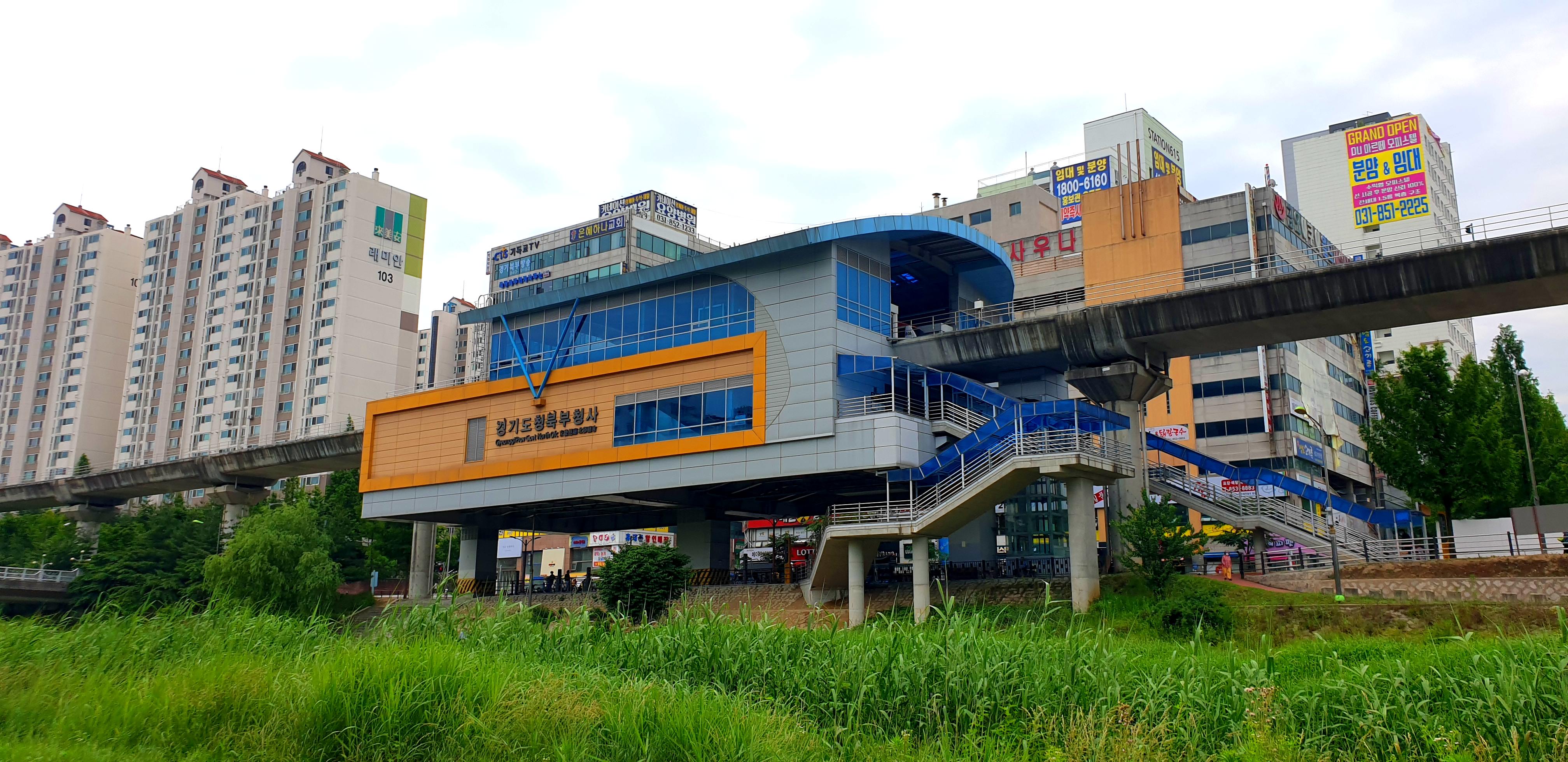
車站建築
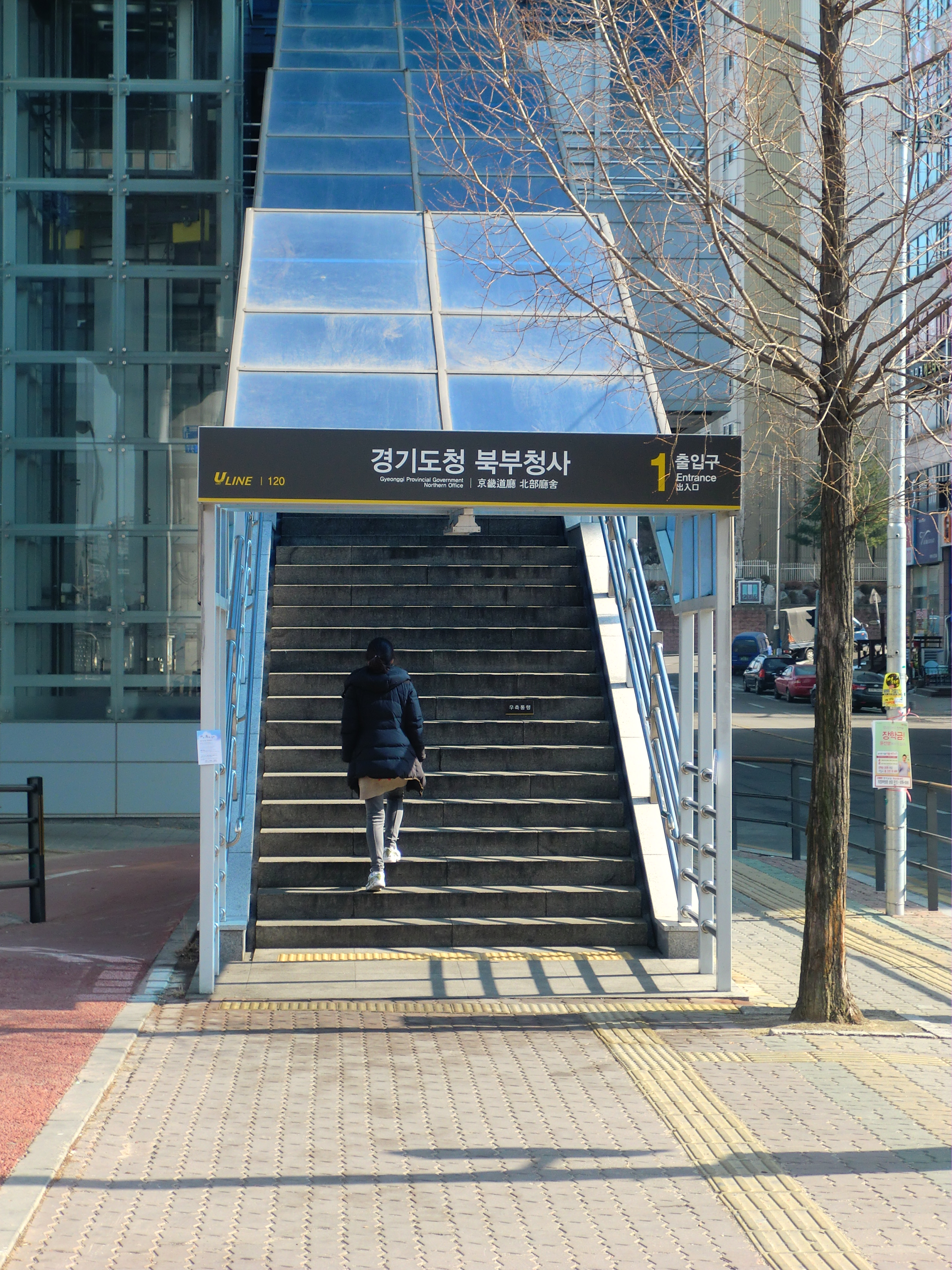
1號出口

## 相鄰車站
議政府輕軌交通
●議政府輕電鐵
塞末（U119）－京畿道廳北部廳舍（U120）－孝子（U121）